# Sasha Sagan
Sasha Sagan é uma autora, produtora de televisão e cineasta. O seu livro For Small Creatures such as We foi publicado em 2019.

## Biografia
Sagan é filha da escritora Ann Druyan e do astrónomo Carl Sagan. Ela é graduada pela New York University.
Ela escreveu para a New York Magazine.
Desempenhou o papel da mãe de Carl Sagan em Cosmos: Possible Worlds.
Sagan foi um dos produtores da curta-metragem Bastard (2010). Ela e Kirsten Dunst foram os roteiristas.

## Vida pessoal
Sagan mora em Boston com o marido, Jonathan Noel, e a filha deles. Eles casaram-se em Ithaca, Nova York, em setembro de 2013.